# Therkel Mathiassen
Therkel Mathiassen född 5 september 1892 i Faurbo i Danmark, död 14 mars 1967 i Søborggård Sogn, var en dansk arkeolog och etnolog.

## Uppväxt och utbildning
Som son till en historielärare i Mullerup blev Therkel Mathiassen tidigt intresserad av arkeologin och främst stenåldersarkeologin. Våren 1900 fann fadern Mathias Jens Mathiassen, att ett område i den lokala mossen, Maglemose, innehåller bearbetad flinta och ben. Nationalmuseet kontaktades, och området grävdes ut av Georg Sarauw, som konstaterade att det var en boplats från en äldre kultur av stenåldern, som uppkallades efter mossen till Maglemosekulturen. Therkel Matiassen och hans far Mathias Jens Mathiassen följde utgrävningarna och hjälpte till med det de kunde. Mathiassen läste sedan naturhistoria och geografi. Han kom tillbaka till Maglemoseboplatsen 1915 med sin medstuderande Lauge Koch för att kontrollera några teorier om boplatsen. Denna utgrävning blev avgörande för att Mathiassen blev arkeolog. 1917 tog han sin ämnesexamen men Sophus Müller anställde honom inte på Nationalmuseum. Inte heller 1919 fick han plats där.

## Eskimåstudier
1920 övertalade Knud Rasmussen honom att följa med på den femte Thuleexpeditionen och det blev starten på tretton år inom studiet av eskimåkulturen. Therkel Mathiassen blev en av grundarna av eskimåarkeologin. Med stöd av fynd och utgrävningar i det östliga arktiska Kanada, och fynd från Alaska påvisade han existensen av Thulekulturen, en fångstkultur med fasta boplatser. Hans doktorsavhandling Archaeology of the Central Eskimos (1927) är ett grundläggande arbete i utforskningen av eskimåernas förhistoria. Från 1929 koncentrerade han sig på Grönlands förhistoria. Han upptäckte en lokal grupp inom Thulekulturen, som nu kallas Inugsukkulturen, som existerade på Grönland från 1200-talet till 1600-talet, och som hade haft kontakt med nordborna på Grönland.
Sommaren 1932 anslöt Therkel Mathiassen till Knud Rasmussens sjunde Thuleexpedition. Therkel Matriassen förestod inköp av eskimåernas kulturföremål, bland annat modeller av en kajak och en så kallad konebåd, harpuner, kvinnodräkter, masker och tupilaqer. Han dokumenterade inuiternas befolkningsfördelning på Grönland. Han var av uppfattningen att det som fanns kvar var en blandkultur, en förvanskad rest av den ursprungliga levande kulturen och han var mycket pessimistisk med hänsyn till överlevnaden av den gamla inuitkulturen.
Mathiassen var ursprunglig medlem av den danska kommittén Societas Arctica Scandinavica, som skulle ägna sig åt skandinavisk forskning i arktisk humanitär och naturvetenskaplig forskning. Han var en mycket flitig skribent, och hans verk har senare beskrivits som monumentala inom ämnet. Mathiassen blev grundaren av professionell arkeologi i arktis. Hans arbete under 1920- och 1930-talen introducerade begreppet Thulekulturen, men avfärdade också teorin om en stenålder på Grönland som först hade beskrivits av Ole Solberg 1907. Existensen av stenåldersfolk på Grönland etablerades senare genom användning av c-14 dateringar på 1950-talet.

## Arkeologen
1932 blev Johannes Brøndsted chef för den förhistoriska avdelngen på Nationalmuseet, och då skedde stora förändringar. Han satsade stort på nya vetenskapliga insatser som hade avsomnat under den äldre Sophus Müller. Mathiassen blev övertalad att ta sig an området stenåldern. Han började med att nyordna museisamlingarna. Bland samlingarna fann Therkel Mathiassen bland annat en lång rad boplatssamlingar från området kring Gudenån. Dessa samlingar tillsammans med en rad mindre utgrävningar leder fram till att det hade funnits en speciell kulturgrupp längs Gudenån, den så kallade Gudenåkulturen. Kulturen skulle ha varit samtidig med Maglemosekulturen och Erteböllekulturen, och alltså täckt en mycket lång period på mer än 3000 år. Senare forskning har dock visat att platserna bestod av blandade boplatsfynd från dessa perioder. Redan före Gudenåpublikationen skrev han om de tidiga stenålderböndernas gravskick i En vestjydsk Megalitbygd (Aarbøger 1936).
Mathiassen gjorde under 1930-talet och i början av 1940-talet en serie utgrävningar av olika stenåldersboplatser mestadels från Maglemosekulturen, i Djursland på Jylland och i Store Åmosse på Själland. Den jylländska Erteböllekulturen behandlade han i publikationen Dyrholmen 1942. Under kriget ökade torvtäkten i de danska mossarna, och Mathiassen valde att koncentrera sig på Store Åmosse. Han arbetade systematisk med utgrävningar, rekognoserade och gick igenom privata samlingar i Åmossenområdet. Han arbetade tvärvetenskapligt och använde naturvetenskapen med pollenanalyser av kvartärbiologer och zoologer som behandlar ben medan växtfynden fortsatt inte behandlades (vilket numera är vanligt). De omfattande utgrävningarna i den själländska Åmossen publicerades i Stenalderbopladser i Aamosen (Nordiske Fortidsminder III, 1943). Han grävde under denna tid också den senpaleolitiska Brommeboplatsen. Brommeutgrävningen publicerades i En senglacial Boplads ved Bromme (Aarbøger 1945).
Han arbetade också fram en bokserie om Danske oldsager och stod själv för den äldre stenåldern, det första bandet 1948. Resten av verket planerade och redigerade han.
1942 började Therkel Mathiassen forska inom landskapsanalysen, där han studerade två områden, bestående av nordvästra Jylland och nordvästra Själland. För dessa områden gav han en överblick över all förhistorisk aktivitet, så att bebyggelsen kan följas genom olika tidsperioder under hela förhistorien. 1948 kom Studier over Vestjyllands Oldtidsbebyggelse och 1959 följdes den av Nordvestsjællands Oldtidsbebyggelse.
Samtidigt företog han under åren 1937–1957 en systematisk genomgång och administrativ dokumentation av alla landets fredade fornminnen efter fredningslagen av år 1937. Han arbetade hårt, men delegerade för lite till sina medarbetare, och det gjorde att han är lite ensammare i sin forskning. Han pensionerade sig i 70-årsåldern.
Therkel Mathiassen är en av de främsta arkeologerna under 1900-talet i Danmark. Det är hans insatser som pionjär inom den arktiska arkeologin med undersökningar av inuiternas arkeologi som förblir han största bidrag till vetenskapen. Hans stora insatser inom danskt museiväsende inom främst fornminnesvården är utmärkande för hans arbetsförmåga. Slutligen har hans arbete inom stenåldersarkeologin i Danmark lämnat stora bidrag. De två stora översiktsverken inom landskapsarkeologin, de om Västjylland och Nordvästsjälland, avslutade hans största bidrag till arkeologin.
1955 gjorde han sin sista utgrävning på Grönland för att bevisa forskarkollegan Melgaards tes om en tredelad förhistoria på Grönland. 1967, samma år som han dog, skrev han en sammanfattade artikel till det danska topografiska verket Trap Danmark (Grönland eskimo-arkeologi i J P Trap Danmark bind 14 sidorna 293-302). Han avslutade således där han började med inuternas förhistoria.

## Uppdrag
Mathiassen var vice ordförande i styrelsen för Grönlandssällskapet 1933–1951, ordförande i C 14-kommittén, sekreterare för Det kongelige Nordiske Oldskriftselskab, medlem av Videnskabernes Selskab 1957, medlem av styrelsen för skeppsredaren C. Kraemer och hustrun Mathilde Kraemers Grönlandsfond och för Historisk-topografiska sällskapet för Gladsaxe Kommune, och av Geografiska Sällskapets råd, Fellow of the American Geographical Society och The Arctic Institute of North America. Han var även hedersmedlem av The Prehistoric Society i Cambridge och han var medlem av Deutsches Archäologisches Institut.

## Arbeten av Therkel Mathiassen tillgängliga på internet
- Therkel Mathiassen: "Arkæologi" (Geografisk Tidsskrift, Bind 27; 1924)
- Therkel Mathiassen: "Foreløbig Beretning om Femte Thule-Ekspedition fra Grønland til Stillehavet. III. Bidrag til Cockburn Lands Geografi" (Geografisk Tidsskrift, Bind 29; 1926)
- Therkel Mathiassen: "Foreløbig Beretning om Femte Thule-Ekspedition fra Grønland til Stillehavet. IV. Southampton Island og dens oprindelige Beboere" (Geografisk Tidsskrift, Bind 30; 1927)
- Therkel Mathiassen: "Foreløbig Beretning om Femte Thule-Ekspedition fra Grønland til Stillehavet. V. Træk af Iglulik-Eskimoernes materielle Kultur" (Geografisk Tidsskrift, Bind 30; 1927)
- Therkel Mathiassen: "Foreløbig Beretning om Femte Thule-Ekspedition fra Grønland til Stillehavet. VI. Knud Rasmussens arkæologiske Samling fra Vesteskimoerne" (Geografisk Tidsskrift, Bind 31; 1928)
- Therkel Mathiassen: "Nordboruiner i Labrador?" (Geografisk Tidsskrift, Bind 31; 1928)
- Therkel Mathiassen: "Det vingede Naalehus" (Geografisk Tidsskrift, Bind 32; 1929)
- Therkel Mathiassen: "Spørgsmaalet om Eskimokulturens Oprindelse" (Geografisk Tidsskrift, Bind 32; 1929)
- Therkel Mathiassen: "Spørgsmaalet om Eskimokulturens Oprindelse: Et Gensvar" (Geografisk Tidsskrift, Bind 33; 1930)
- Therkel Mathiassen: "Arkæologiske Undersøgelser i Uperniviks Distrikt i Sommeren 1929" (Geografisk Tidsskrift, Bind 33; 1930)
- Therkel Mathiassen: "Arkæologiske Undersøgelser i Sukkertoppens Distrikt i Sommeren 1930" (Geografisk Tidsskrift, Bind 33; 1930)
- Therkel Mathiassen: "Bidrag til Angmagssalik-Eskimoernes Forhistorie" (Geografisk Tidsskrift, Bind 35; 1932)
- Therkel Mathiassen: "Knud Rasmussens Slæderejse-Ekspeditioner og Oprettelsen af Thule-Stationen" (Geografisk Tidsskrift, Bind 37; 1934)
- Therkel Mathiassen: "Et Østgrønlands-Jubilæum" (Geografisk Tidsskrift, Bind 38; 1935)
- Therkel Mathiassen: "Thule-Disiriktels Arkæologi. Erik Holtved: Archaeological Investigations in the Thule District I-II. Meddelelser om Grønland, Bd. 141, Nr. I—S. 1944" (Geografisk Tidsskrift, Bind 47 (1944)
- Therkel Mathiassen: "Eskimoernes sammentræf med nordboerne i Grønland" (Tidsskriftet Grønland 1953, Nr. 4)
- Therkel Mathiassen: "Sermermiut" (Tidsskriftet Grønland 1964, Nr. 5)